# Chad Kuhl
Chad Michael Kuhl (né le 10 septembre 1992 à Bear, Delaware, États-Unis) est un lanceur droitier de la Ligue majeure de baseball.

## Carrière
Joueur de baseball des Fightin' Blue Hens de l'université du Delaware, Chad Kuhl est choisi par les Pirates de Pittsburgh au 9e tour de sélection du repêchage de 2013. 
Il fait ses débuts dans le baseball majeur avec les Pirates le 26 juin 2016. En 14 départs lors de cette première saison, le lanceur partant droitier maintient une moyenne de points mérités de 4,20 en 70 manches et deux tiers lancées, remporte 5 parties et subit 4 défaites. Il amorce 2017 dans la rotation de lanceurs partants des Pirates.